# Jules Guesde

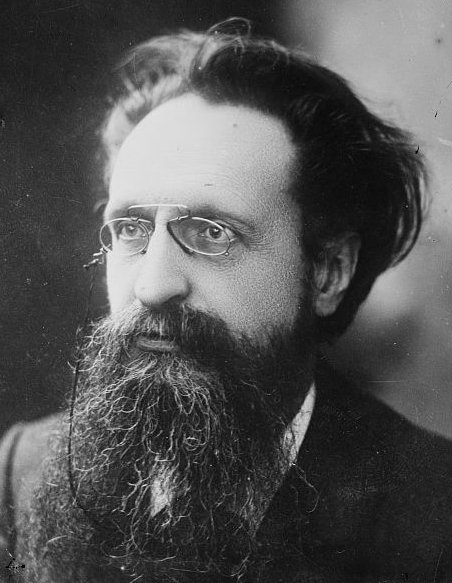
Jules Guesde.

Jules Guesde, egentligen Mathieu Jules Bazile, född 11 november 1845, död 28 juli 1922, var en fransk socialistisk politiker.
Gusede blev tvungen att fly från Frankrike för sitt deltagande i Pariskommunen. Han återvände 1878 och började tillsammans med Paul Lafargue ett energiskt arbete för att vinna de franska fackföreningarna för marxismen. Han hade till en början framgång men tvingades att 1882 bilda ett eget parti, Franska arbetarpartiet (Parti ouvrier français, POF), tillsammans med övriga marxister. Partiet var revolutionärt och bekämpade reformisterna, de så kallade "possibilisterna". Efter 1900 bekämpade Guesde ministersocialismen, men hans inflytande över arbetarvärlden minskades, i den mån som Jean Jaurès inflytande ökade. Guesde själv ingick i René Vivianis regering 1914-15. Han representerade Roubaix i deputeradekammaren 1893-98 och från 1906. Guesde har bland annat utgett Essai de catéchisme socialiste (1878) och Quatre ans de lutte de classe 1893-98 (2 band, 1901).